# مشد صدر
المِنْهَدة أو النَّهْدِيّة أو مشد الصدر أو حمالة الصدر أو الستيان أو الصدّارة والتي تُعرف اختصارًا بـ "Bra" (اختصارًا للكلمة الفرنسية "Brassière")، هي نوع من الملابس الداخلية الضيقة المصممة لتدعم وتغطي ثديي المرأة اخترعت في أواخر القرن التاسع عشر لتحل محل المُخَصِّر. تتكوّن حمالة الصدر النموذجية من شريط يلتف حول الجذع لدعم كوبين للثديين، يتم تثبيتهما بواسطة حمالات كتف. وغالبًا ما تُغلق الحمالة من الخلف باستخدام خطاف وعروة، على الرغم من وجود أنواع أخرى تُغلق من الأمام أو تأتي بدون ظهر. وتتوفر الحمالات في مجموعة واسعة من التصاميم والمقاسات، بما في ذلك الحمالات الأمامية والمفتوحة الظهر.
تم تصميم بعض حمالات الصدر لأغراض محددة، مثل:
- حمالات الرضاعة لتسهيل إرضاع الطفل،
- والحمالات الرياضية لتقليل الانزعاج أثناء ممارسة التمارين.

رغم أن النساء في اليونان وروما القديمتين ارتدين ملابس لدعم الثدي، فإن أول حمالة صدر حديثة تُنسب إلى "ماري فيلبس جاكوب"، التي كانت تبلغ من العمر 19 عامًا، والتي صممت الحمالة عام 1913 باستخدام منديلين وشريط. وقد سجّلت براءة اختراعها في عام 1914، وأنتجت الحمالات لفترة قصيرة في مصنع صغير تديره امرأتان في بوسطن، ثم باعت البراءة لشركة "وارنر براذرز للكورسيهات"، التي بدأت بإنتاج الحمالات على نطاق واسع.
انتشرت حمالة الصدر على نطاق واسع في النصف الأول من القرن العشرين، حيث استبدلت بشكل كبير المشدات (الكورسيهات). واليوم، ترتدي غالبية النساء في الدول الغربية حمالات صدر بشكل يومي، بينما تختار نسبة أقل منهن عدم ارتدائها. وتُعد صناعة وتجارة حمالات الصدر من العناصر الأساسية في صناعة الملابس الداخلية العالمية، والتي تُقدَّر قيمتها بعدة مليارات من الدولارات.

## أصل التسمية
مصطلح "brassiere" (حمالة الصدر) مشتق من الكلمة الفرنسية brassière، والتي تعود أصولها إلى القرن السابع عشر، وكانت تعني في الأصل ثوبًا قصيرًا للنساء أو الأطفال يغطي الذراعين (bras بالفرنسية) والجزء العلوي من الجسم. وقد استُخدم هذا المصطلح لأول مرة في صحيفة Evening Herald في مدينة سيراكيوز، نيويورك عام 1893.
بدأ المصطلح يلقى قبولًا أوسع عام 1904 عندما استخدمته شركة DeBevoise في إعلاناتها التجارية. أما في اللغة الفرنسية، فإن المصطلح المستخدم لحمالة الصدر هو "soutien-gorge"، ويعني حرفيًا "داعم الحلق". وكانت النسخ المبكرة من الحمالات تشبه القمصان الداخلية المدعمة بأسلاك أو قطع صلبة لتوفير الدعم.
استخدمت مجلة Vogue مصطلح "brassiere" لأول مرة عام 1907، وبحلول عام 1911، أُدرجت الكلمة رسميًا في قاموس أكسفورد الإنجليزي.
وفي 3 نوفمبر 1914، أُنشئت فئة براءات اختراع جديدة في الولايات المتحدة تحت اسم "brassieres"، وكان أول تسجيل رسمي ببراءة اختراع ضمن هذه الفئة من نصيب ماري فيلبس جاكوب، والتي عُرفت لاحقًا باسم كاريس كروسبي. وخلال ثلاثينيات القرن العشرين، بدأ اختصار المصطلح تدريجيًا إلى الشكل المختصر "bra".
أما التسمية العربية المذكورة في المعاجم وهي (نهدية) فهي نسبة إلى (النهد) وهو الثدي.

## التاريخ
موجز تاريخ اختراع حمالة الصدر:
- عند الإغريق، ارتدت النساء ما يغطي الصدور أو يشدها.
- عند الرومان اشترط على المشاركات بالألعاب الرياضية ارتداء ما يشد ويخفي الصدور لسهولة ممارسة الرياضة وتشبهاً بالرجال من حيث البنية الجسمية.
- اكتشف في منطقة تيرول في النمسا عام 2008، عدة قطع وبقايا من ألبسة (2700 قطعة ألبسة) من بينها حمالات صدر قديمة مخاطة ببساطة وبدائية ولكنها تشبه لحد كبير الحمالات العصرية، ويعود تاريخها للأعوام بين 1440 و1485 ميلادية.
- في القرون الوسطى ارتدت النساء لباس داخلي يشد البطن والصدر معاً وسمي بال كورسيه.
- في عام 1899 سجل الألماني Christine Hardt من مدينة دريسدن الألمانية أول براءة اختراع لحمالة صدر للنساء.
- في الأعوام التالية وحتى عام 1913 بقيت حمالات الصدر اختراع ألماني وتطورت صناعتها في ألمانيا باستخدام آلات خياطة لأول مرة بدلاً من الخياطة اليدوية، وبقيت ألمانيا المصنّع الوحيد لها.
- انتشرت حمالات الصدر بشكل واسع وسريع في أوروبا ومن ثم الولايات المتحدة الأمريكية.
- في العام 1914 سُجلت أولى براءات الاختراع والتطوير لحمالات الصدر في الولايات المتحدة الأمريكية، ليبدأ انتاجها هناك أيضاً.

## القياسات
هنالك عده قياسات لحجم حمالة الصدر:

### القياس الياباني

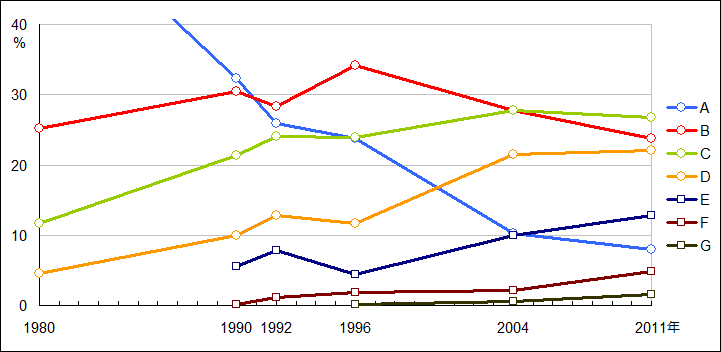
التغيرات في قياس حمالة الصدر في اليابان

يعتمد القياس الياباني على حجم الثدي.
| الحجم | المعنى            |
| ----- | ----------------- |
| AA    | حجم الثدي 7.5 سم  |
| A     | حجم الثدي 10 سم   |
| B     | حجم الثدي 12.5 سم |
| C     | حجم الثدي 15 سم   |
| D     | حجم الثدي 17.5 سم |
| E     | حجم الثدي 20 سم   |
| F     | حجم الثدي 22.5 سم |
| G     | حجم الثدي 25 سم   |
| H     | حجم الثدي 27.5 سم |
| I     | حجم الثدي 30 سم   |
| J     | حجم الثدي 32.5 سم |
| K     | حجم الثدي 35 سم   |

## معرض صور

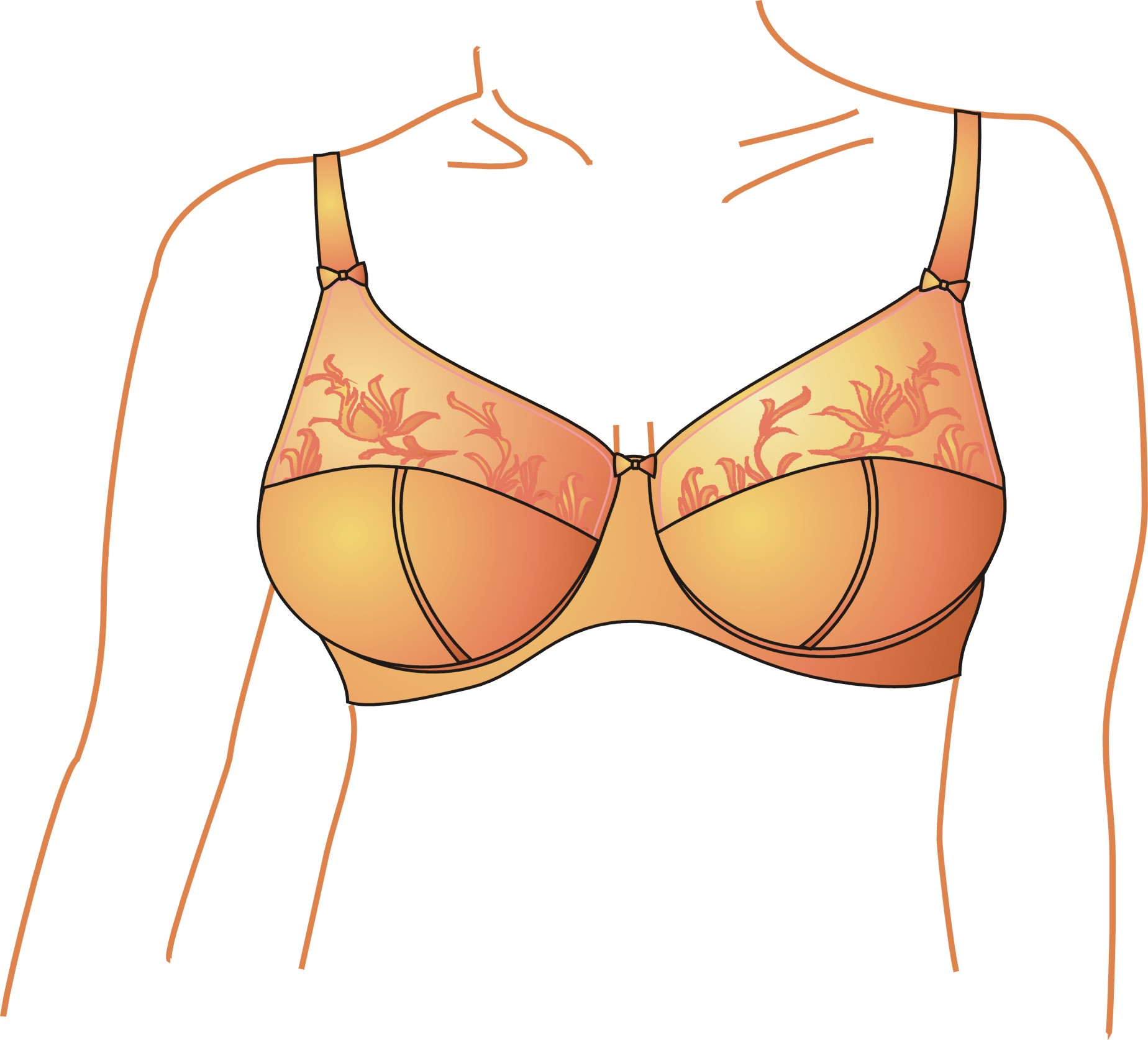
نهدية كاملة
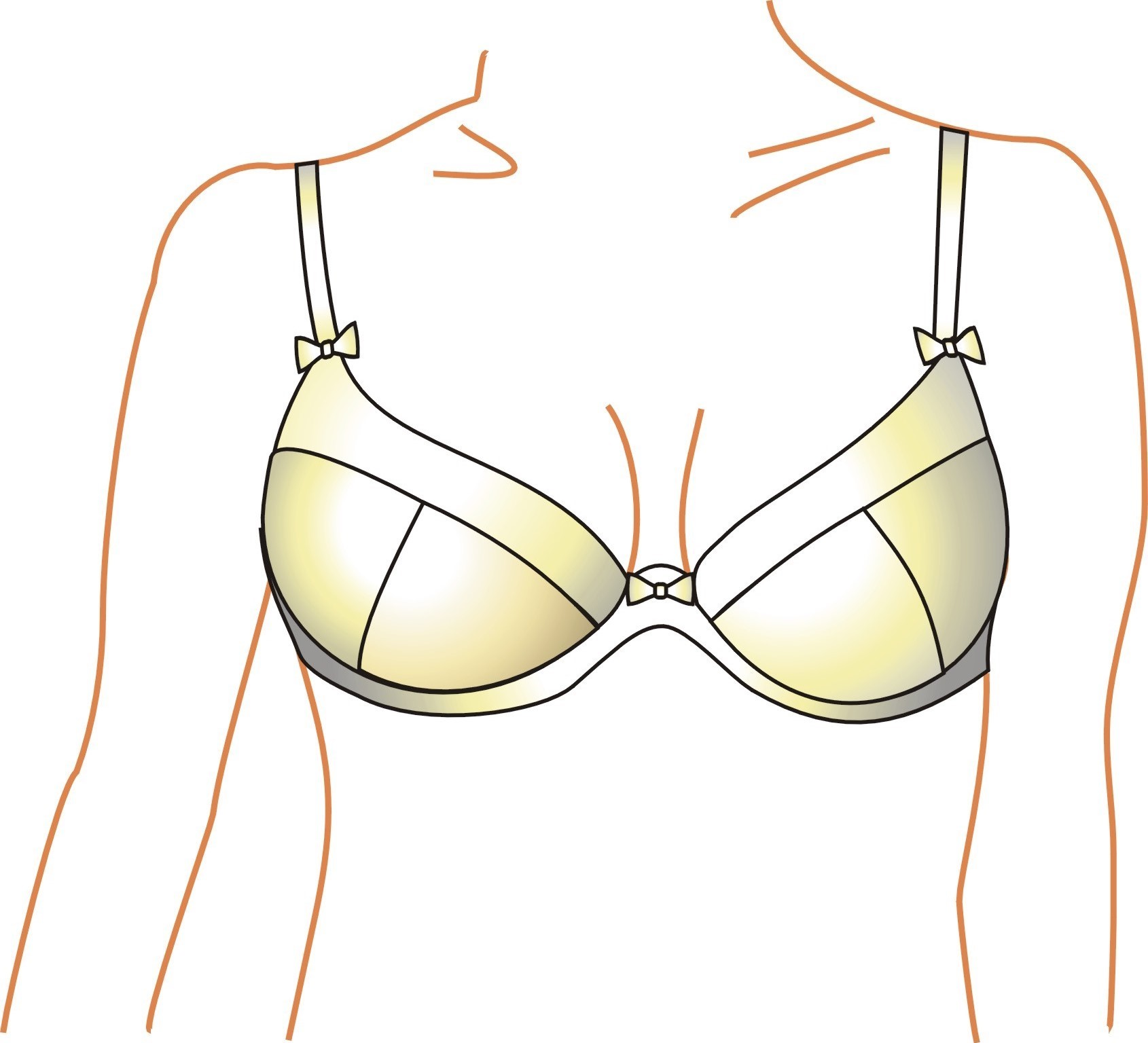
نهدية حديثة
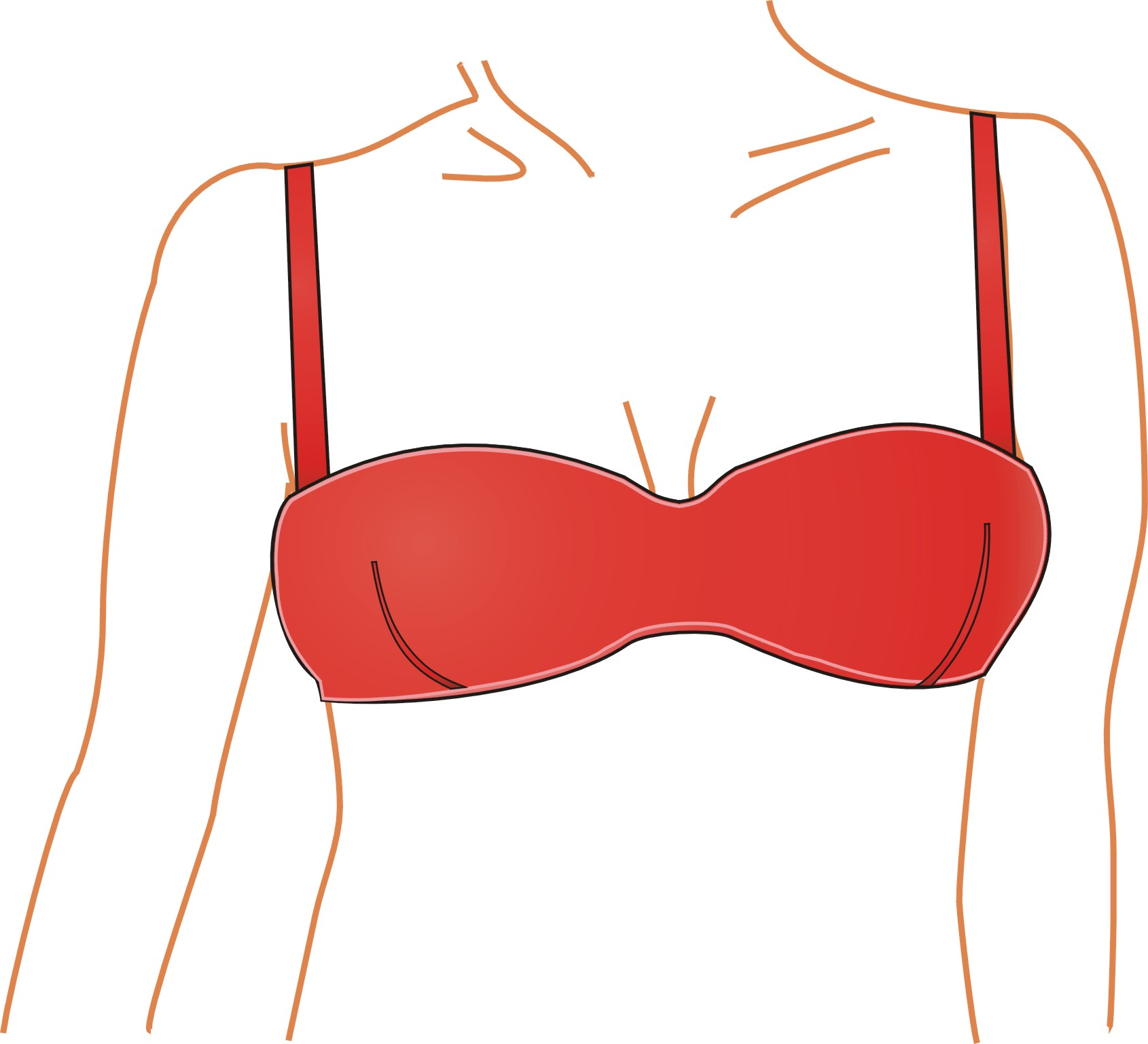
نهدية شُرفية